# Inonotus triqueter
Inonotus triqueter är en svampart som först beskrevs av Alb. & Schwein., och fick sitt nu gällande namn av Alcides Ribeiro Teixeira 1992. Inonotus triqueter ingår i släktet Inonotus och familjen Hymenochaetaceae.   Inga underarter finns listade i Catalogue of Life.